# Gilera

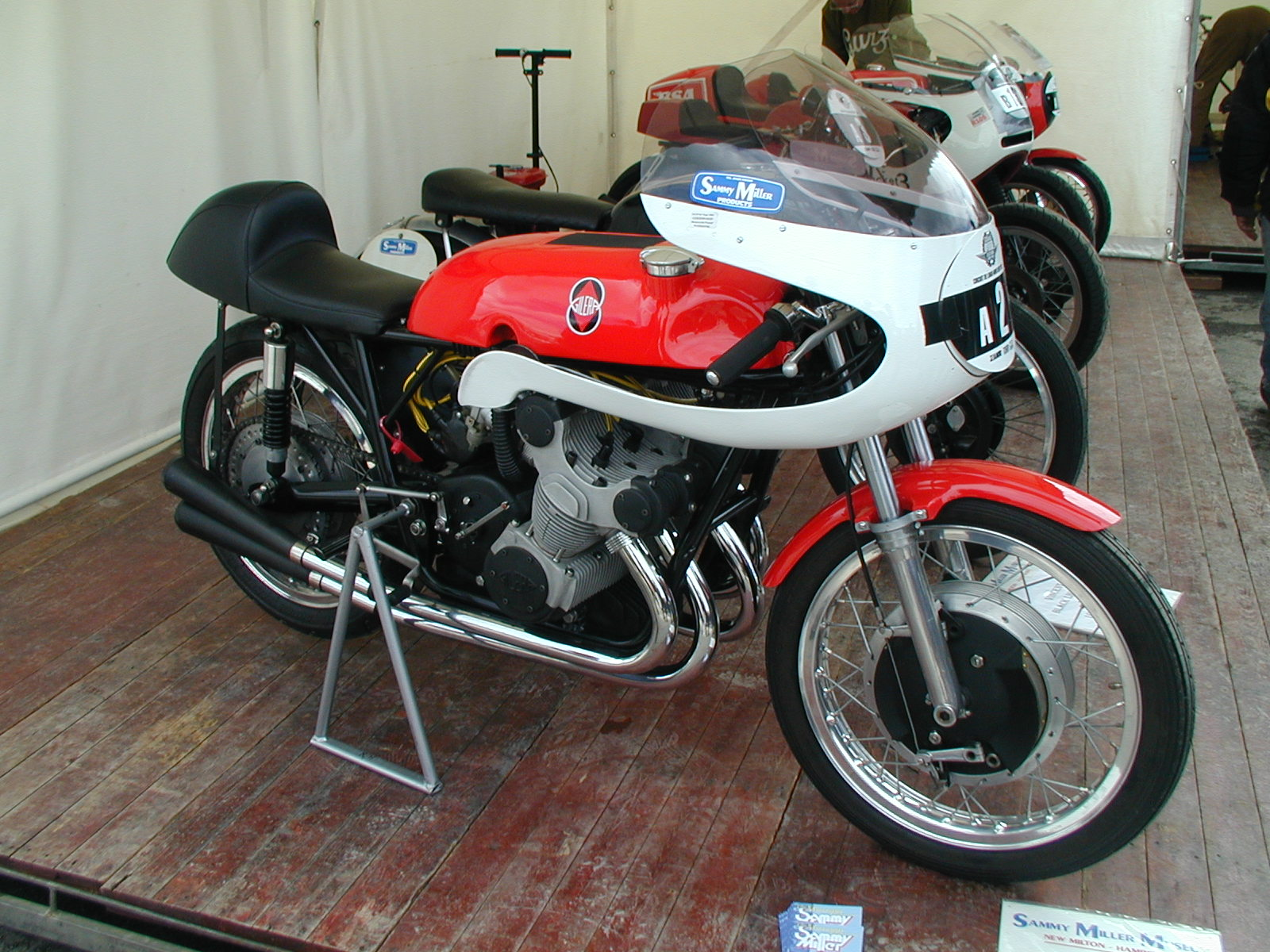
La 4 cylindres de compétition

Gilera est un fabricant de motos italien fondé à Arcore en 1909 par Giuseppe Gilera.
Gilera est l'inventeur du moteur quatre cylindres moderne dans les années 1950, sous la plume de l'ingénieur Pietro Remor,, passé ensuite chez MV Agusta.
La marque est six fois championne du monde par pilotes et par constructeurs.Elle est rachetée par Piaggio en 1969.
Parmi les modèles phares de Gilera, on trouve la 125 CX avec son monobras avant et arrière en 1991, le scooter Gilera Nexus 500 en adoptant une solution de suspension arrière originale pour contrer le Yamaha T-max en 2004 et le Gilera GP 800, scooter le plus puissant du monde avec 75 cv en 2006.